# Gyopárosfürdő
Gyopárosfürdő „az Alföld gyöngye”-ként emlegetett, Orosházához tartozó üdülőhely Békés vármegyében.
Gyopárosfürdő rendelkezik a Dél-Alföldi régió egyik legnagyobb, és legminőségibb gyógy-, park- és élményfürdőjével, ahol a fürdőzők pihenését 8 kültéri, 2 beltéri medence, fedett és kültéri gyógymedencék, illetve egy 10 kabinból álló szaunapark és edzőterem biztosítja. A fürdő területén ezen kívül megtalálható egy étterem, és 6 különböző büfé is.
Gyopárosfürdő tavai és az azokat körülvevő természeti környezet kiváló helyet biztosít a túrázáshoz, vagy egy egyszerű délutáni sétához. A fürdő mellett elterülő tó körül a városvezetés 2024-ben futókört alakított ki, és több játszótér is kihelyezésre került. A tavak mellett közvetlenül megtalálhatóak a város legjobb szálláshelyei, többek között a Hotel Corvus Aqua, a Gyopár Lodge, és a Gyopár Panzió.

## Fekvése
Orosháza központjától 3 kilométerre, természetvédelmi területen, a Gyopáros-tó partján található.

### Megközelítése
A fürdő mellett, illetve az azt övező városrész központján nagyjából észak-déli irányban végighalad a 4408-as út, ez a legfontosabb közúti megközelítési útvonala. Déli szélét érinti még a 4406-os út is.
Vonattal a Kiskunfélegyháza–Orosháza-vasútvonalon közelíthető meg, Gyopárosfürdő megállóhely a fürdő bejárata mellett található, közvetlenül a 4408-as út mentén. A menetidő Orosházától 5 perc.
Helyi járatú autóbusszal 15 perc alatt közelíthető meg Orosháza városközpontjától. A 2, illetve a 2A jelzésű autóbuszok a fürdő bejáratától körülbelül 100 méterre állnak meg.

## Története
Orosháza-Gyopárhalma településrészt 1846-ban alapították, Károlyi Margit grófnő birtoka volt. A földet veteményesnek használták, majd később szőlővel telepítették be. A három tóból álló tórendszert kenderáztatásra, lófürösztésre használták. A kiegyezés után kezdődött meg Gyopárosfürdő kiépülése. Az 1860-as évek végén fedezték fel a víz gyógyító hatását. 1869-ben dr. László Elek orosházi orvos kezdeményezte először a fürdő „kulturált kiépítését”, amely 1870-ben el is kezdődött. A tó egyik részén kijelölték a fürdőzésre alkalmas helyet.
Az 1880-as évekre közkedvelt fürdő lett, ami túlnyomó részt a médiának volt köszönhető. 1886-ban kimondták a gyopárosi tó fürdői jellegét, ezzel elismerve a víz gyógyhatását. 1886–1893 között jelentős fejlődés következett be. Az ezt követő években minimális pénzt költöttek a fürdőre, elhanyagolták, ezért egyre kevesebb vendég látogatta. A vezetőség észlelte a problémát, és arra jutott, hogy bevételnövekedésre csak úgy tehetnek szert, ha pénzt áldoznak a javításra, fejlesztésre. Elkezdődött a parkosítás a tó környékén, illetve a meder tisztítása. A 20. század elején negyven szobával megépült a községi szálloda.
1906-ban fontos fordulópont következett be, be indult az Orosháza–Szentes vasútvonal, érintve így Gyopárost, ezáltal a közlekedés biztosított volt.
1909-ben megkezdődött a fürdőorvosi szolgálat. Ezek után ismét fellendült a fürdő látogatottsága, egészen az első világháborúig, majd 1925-ben kiépült a közvetlen vasútvonal Orosházáról Gyopárosra. Egyre több üdülő épült a tó körül, növényzetet telepítettek.
A második világháború miatt lecsökkent a látogatók száma, majd az 1960-as években újra fejlődésnek indult a fürdő, további medencék építésével.

## A tó vize
Az 5,7 hektáron elterülő tó átlagos mélysége 2 méter. A hínármentes víz halállománya elsősorban kárászból, pontyból és keszegfélékből áll.

## A fürdő
1999-ben a tó vizét gyógyvízzé nyilvánították. A természetes alkáli-hidrogénkarbonátos víz különböző mozgásszervi, gyulladásos, reumatikus és ízületi bántalmak, nőgyógyászati panaszok gyógyítására, valamint balesetek, műtétek utáni rehabilitációra alkalmas. A Gyógyászati Központ a gyógyvíz gyógyerejére alapozva teljes körű szakorvosi ellátást, fiziko-, elektro- és balneoterápiás gyógykezeléseket biztosít. 2004 májusában megnyílt az élményfürdő is. 6 ezer négyzetméteren három kültéri, négy beltéri, vízforgatásos medence, két óriáscsúszda, víziélményelemek, fitneszterem, konferenciaterem, étterem található. A látogatottság 2012-2019 között folyamatosan nőtt. A vezetés az energiahatékonyabb geotermikus fűtés és a medencék elkorhadt tetőzetének felújításával tervezi megint elérni ezt a mennyiséget. A felújítás munkálatai 2025 tavaszán és nyár elején zajlottak. Július 5. óta négy üzemelő medencével ismét fogad vendégeket.
Az üdülőterületet a Magyar Fürdőszövetség 2008 májusában négy csillagos élményfürdővé nyilvánította.
A Gyopárosi tó alkalmas csónakázásra, vízibiciklizésre is.
Különlegességnek számít a szaunapark, ahol nyolc kabinban hatféle szauna található (finn, gőz, aroma, infra, fény, danárium).

## A víztorony
A Szél István által tervezett víztorony 1925-ben épült. Napjainkban már használaton kívül van, azonban régen ez biztosította az egész térség vízellátását. A toronyba az ivóvizet gőzgépek segítségével juttatták el. A víztorony az idők folyamán a fürdő jelképévé vált. Mára már panorámakilátóként működik. Felújították, de az eredeti külső formáját megőrizték. Innen nagyon szép kilátás tárul elénk. A belsejében található egy Gyopáros történetét bemutató múzeum, amely tárgyi emlékekkel szemlélteti a régmúlt időket.

## Galéria

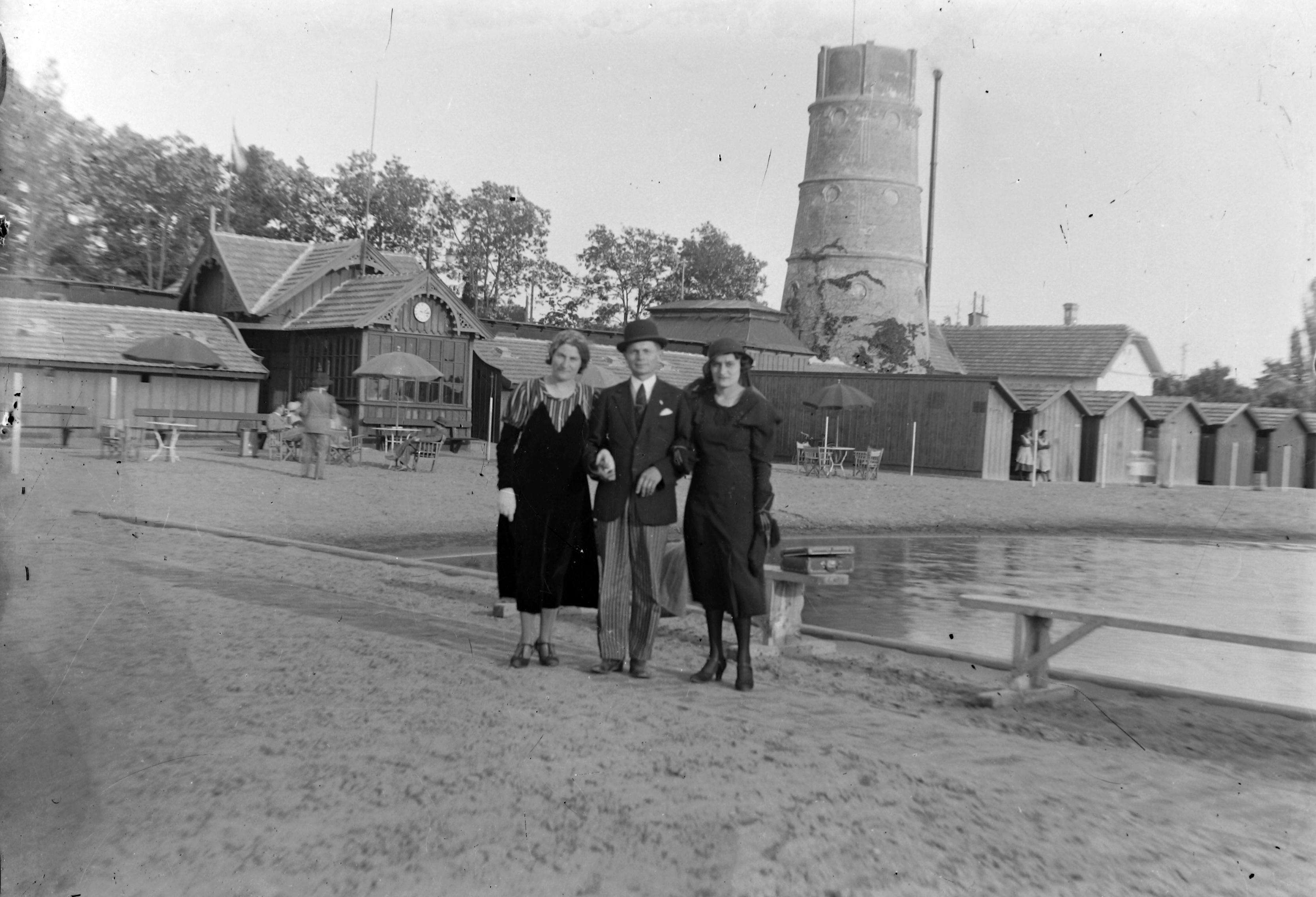
A víztorony 1930-ban
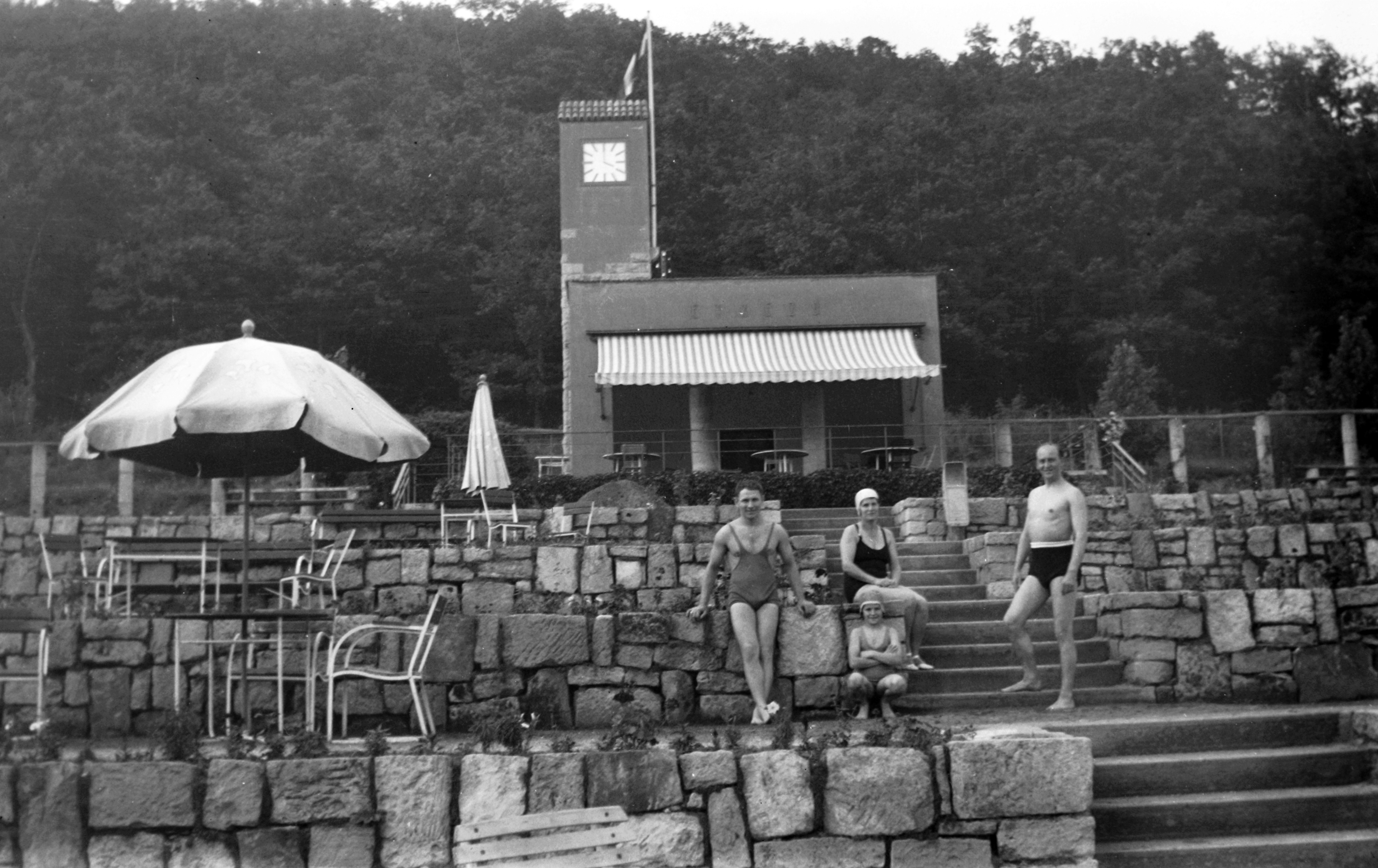
A strand 1930-ban
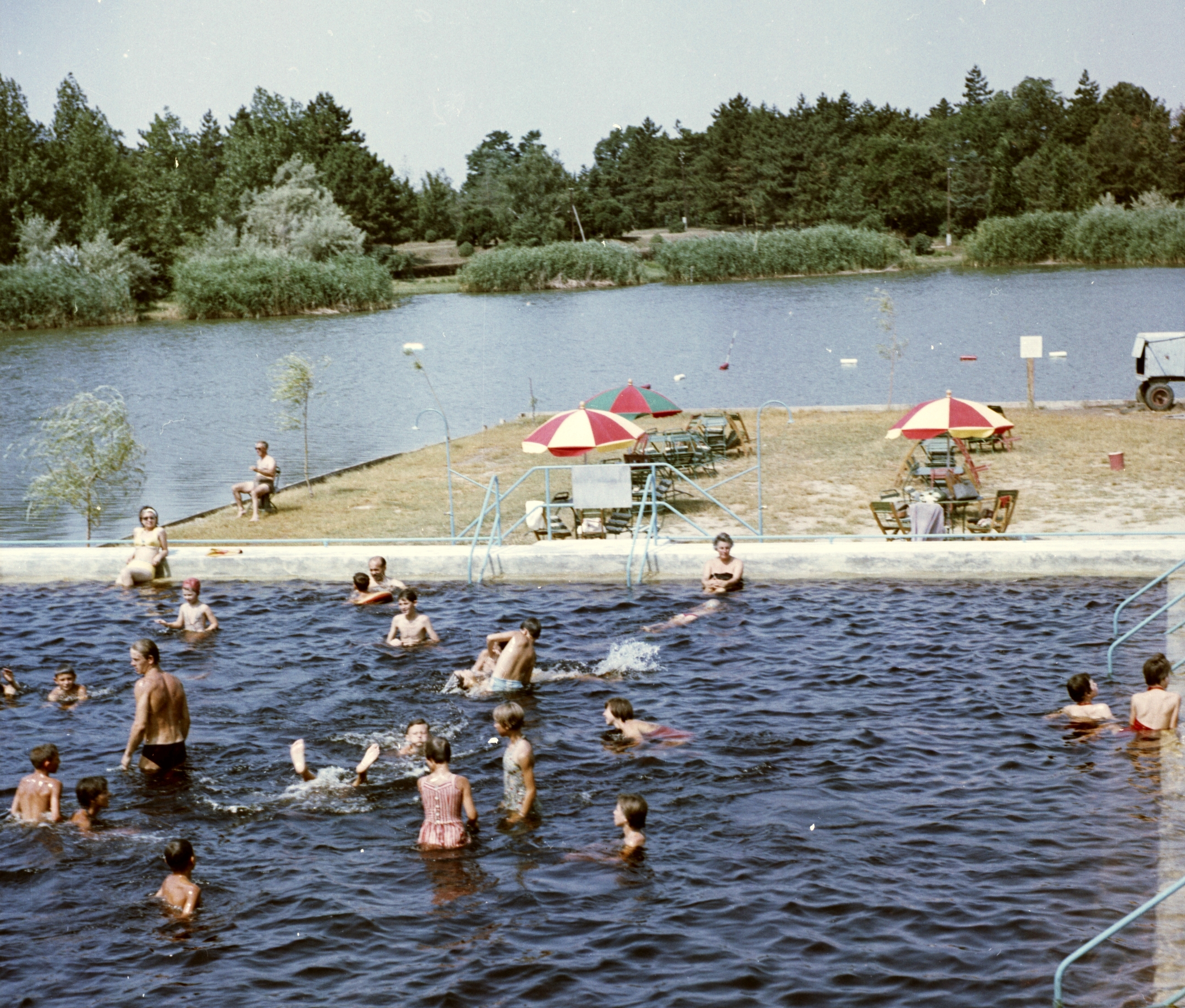
A strand 1966-ban
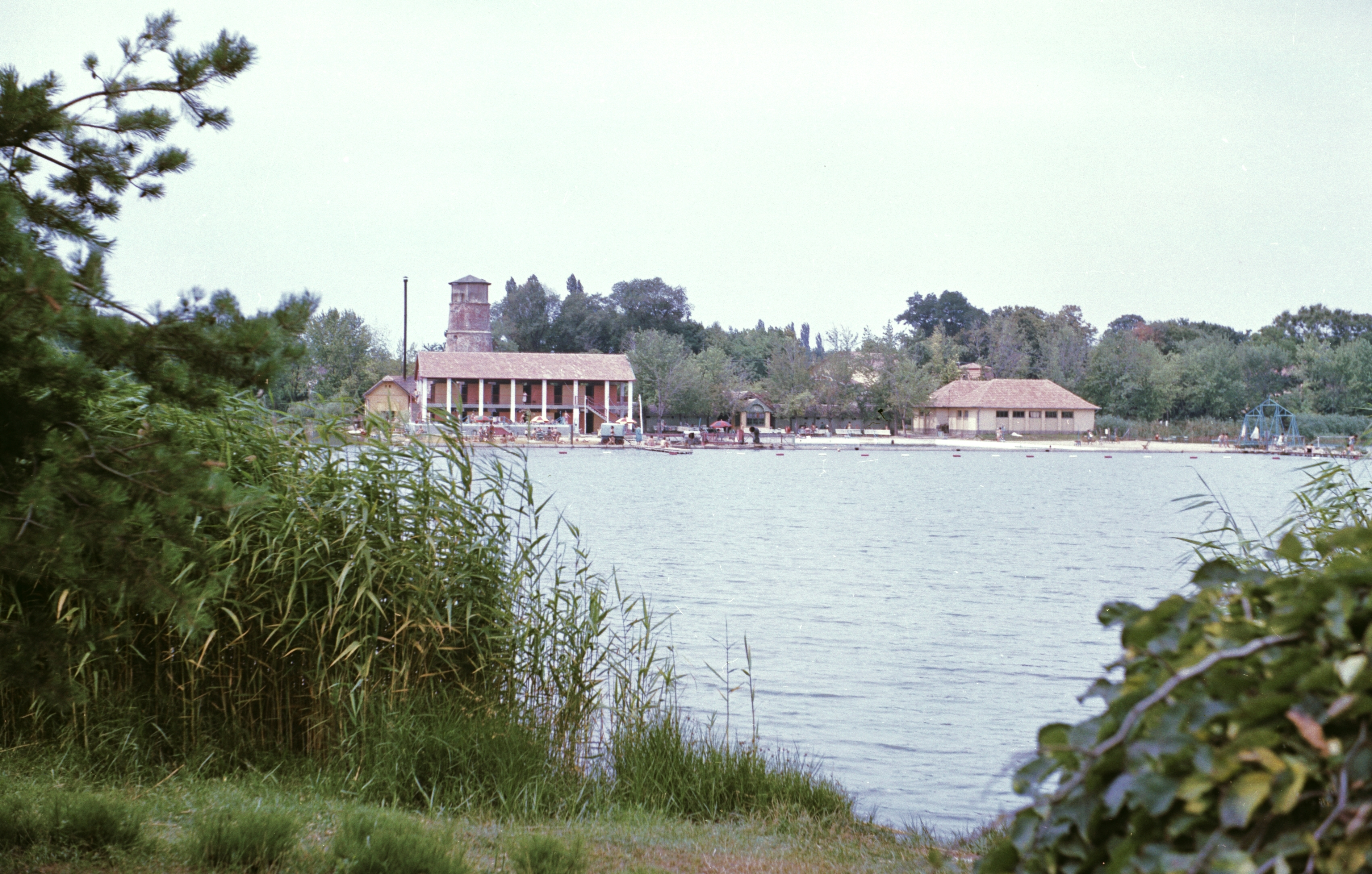
A strand panorámája 1966-ban